# Tmutarakaň
Tmutarakaň (rusky Тмутаракань) je bývalé město a archeologická lokalita na Tamaňském poloostrově v Rusku, nedaleko současného města Těmrjuk. 

## Dějiny

### Řecká kolonizace
Už v 6. století př. n. l. využili jeho strategické polohy Řekové, kteří zde založili obchodní stanici Hermonassa, jež později patřila ke střediskům Bosporské říše. 

### Chazaři a Kyjevská Rus

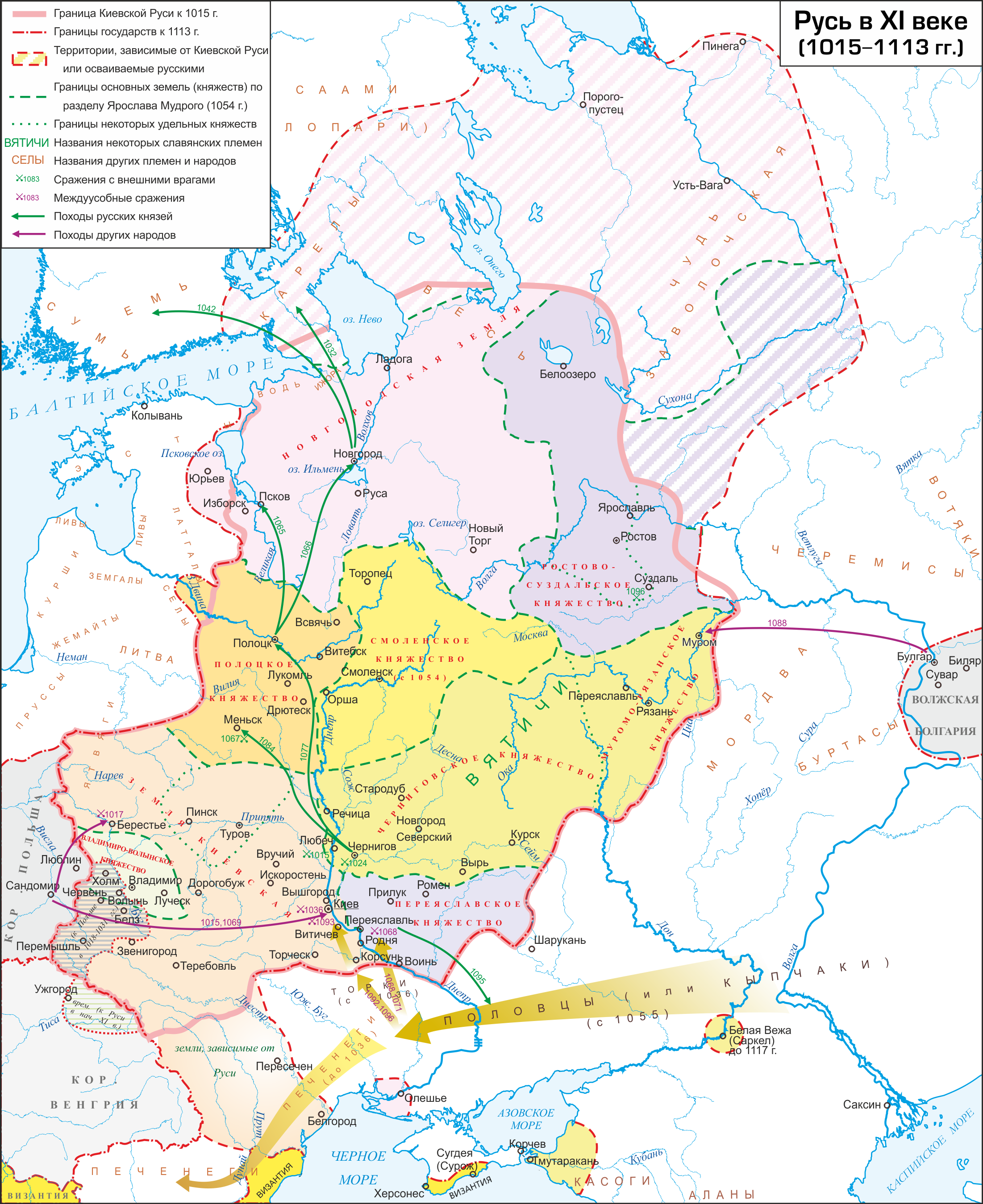
Tmutarakaň jako exkláva Kyjevské Rusi

Chazaři zde od 7. století vybudovali důležitou pevnost Tamatarchan, známou také jako Samkerc. Po pádu Chazarské říše koncem 10. století ovládla město Kyjevská Rus, Ipatěvská kronika ji zmiňuje jako majetek Vladimíra I. Jeho syn Mstislav Vladimírovič v Tmutarakani vybudoval kostel zasvěcený Theotokos. 

### Nezávislé knížectví
V dobách kumánských nájezdů byla Tmutarakaň oddělena od vlastního území Kyjevské Rusi a stala se de facto samostatným knížectvím pod byzantskou ochranou. Byla živým obchodním střediskem zaujímajícím rozlohu asi 35 hektarů a obydleným nejrůznějšími etniky, bohatla z těžby ropy a soli. Patřila také k centrům staroruské vzdělanosti: byl zde například nalezen kámen s nápisem, že kníže Gleb Svjatoslavič nechal v zimě 1068 změřit šířku Kerčského průlivu a vyšlo mu čtrnáct tisíc saženů (asi 30 km). 

### Pád

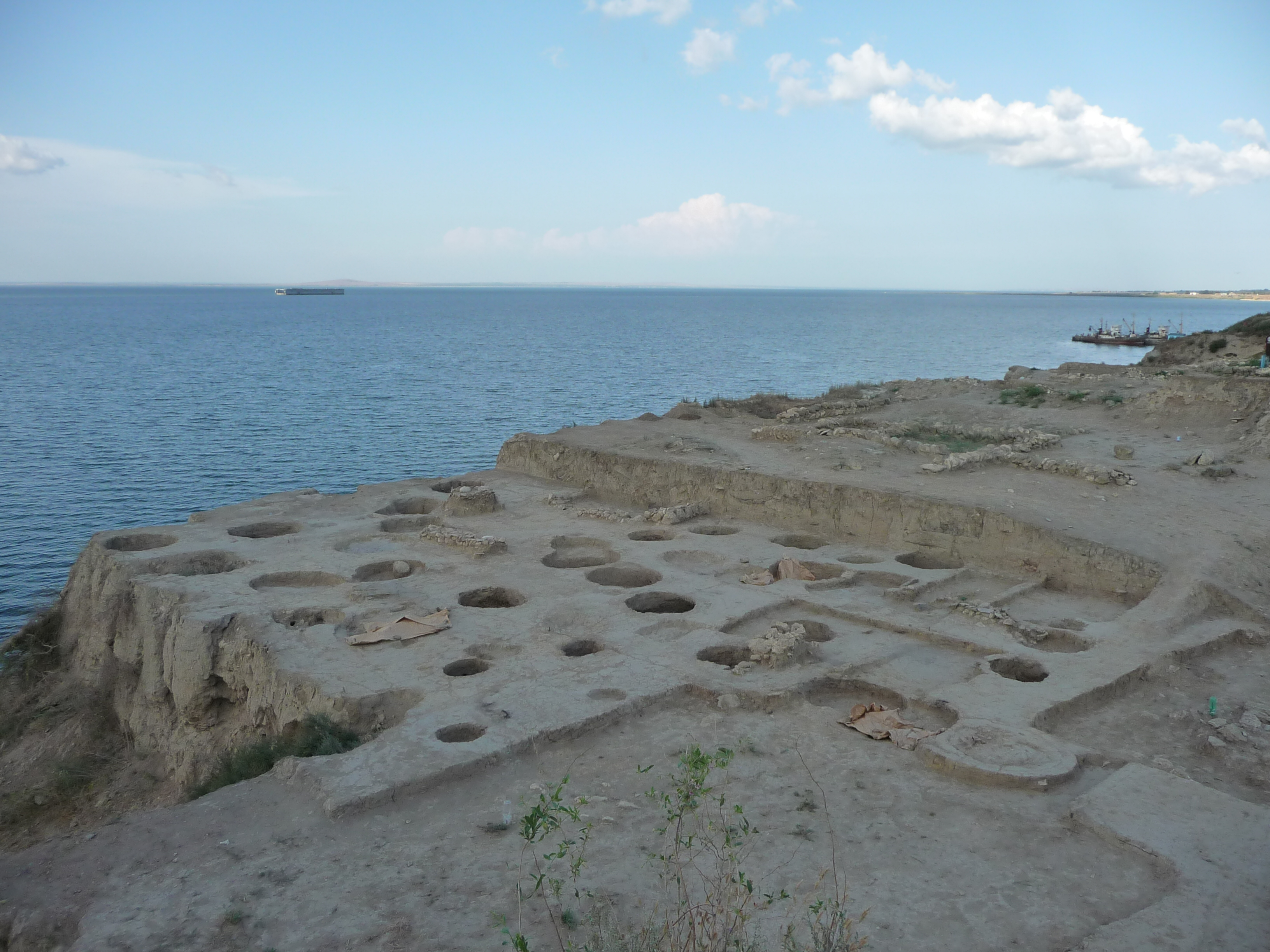
Vykopávky na místě Tmutarakaně

Ve 13. století město ovládlo Trapezuntské císařství a po něm Janovská republika (kolonie Gazaria), v dobách turko-mongolských nájezdů zdejší přístav ztratil na významu a město se postupně vylidnilo. Trosky města byly objeveny až v roce 1792.